# Gran Premi de la Xina del 2019
El Gran Premi de la Xina de Fórmula 1, la tercera cursa de la temporada 2019 es disputa al Circuit Internacional de Xangai, a Xangai en els dias 12 a 14 d'abril de 2019. Daniel Ricciardo va ser el vencedor de l'edició anterior, seguit per Valtteri Bottas i Kimi Raikkonen.
Aquesta cursa serà el milè gran premi de la història de la Fórmula 1.

## Pneumàtics
| Nom del compost | Color | Color | Banda de rodadura     | Condicions del temps | Tipus del compost   | Adherència             | Longevitat         |
| --------------- | ----- | ----- | --------------------- | -------------------- | ------------------- | ---------------------- | ------------------ |
| Super tou       | SS    |       | Slick (Llis) (P Zero) | Sec                  | Tou                 | 4 - Més adherència     | 2 - Menys durador  |
| Tou             | S     |       | Slick (Llis) (P Zero) | Sec                  | Optatiu / Tou / Dur | 3 - Adherència mitjana | 3 - Durada mitjana |
| Mitjà           | M     |       | Slick (Llis) (P Zero) | Sec                  | Tou / Dur           | 2 - Menys adherència   | 4 - Més durada     |

## Entrenaments Lliures
Els entrenaments lliures es va celebrar el dia 12 d'abril.

### Primers lliures

#### Resultats
| Pos.  | No | Pilot            | Constructor    | Millor temp | Diferència | Compost | Voltes |
| ----- | -- | ---------------- | -------------- | ----------- | ---------- | ------- | ------ |
| 1     | 5  | Sebastian Vettel | Ferrari        | 1:33.911    | —          | S       | 19     |
| 2     | 44 | Lewis Hamilton   | Mercedes       | 1:34.118    | +0.207     | SS      | 21     |
| 3     | 16 | Charles Leclerc  | Ferrari        | 1:34.167    | +0.256     | S       | 21     |
| 4     | 33 | Max Verstappen   | Red Bull-Honda | 1:34.334    | +0.423     | SS      | 20     |
| 5     | 77 | Valtteri Bottas  | Mercedes       | 1:34.653    | +0.742     | SS      | 23     |
| Font: |    |                  |                |             |            |         |        |

### Segons lliures

#### Resultats
| Pos.  | No | Pilot            | Constructor    | Millor Temp | Diferència | Compost | Voltes |
| ----- | -- | ---------------- | -------------- | ----------- | ---------- | ------- | ------ |
| 1     | 77 | Valtteri Bottas  | Mercedes       | 1:33.330    | —          | SS      | 27     |
| 2     | 5  | Sebastian Vettel | Ferrari        | 1:33.357    | +0.027     | SS      | 33     |
| 3     | 33 | Max Verstappen   | Red Bull-Honda | 1:33.551    | +0.221     | SS      | 29     |
| 4     | 44 | Lewis Hamilton   | Mercedes       | 1:34.037    | +0.707     | SS      | 32     |
| 5     | 27 | Nico Hülkenberg  | Renault        | 1:34.096    | +0.766     | SS      | 31     |
| Font: |    |                  |                |             |            |         |        |

### Tercers lliures

#### Resultats
| Pos.  | N.º | Pilot            | Constructor | Millor Temp | Diferència | Compost | Voltes |
| ----- | --- | ---------------- | ----------- | ----------- | ---------- | ------- | ------ |
| 1     | 77  | Valtteri Bottas  | Mercedes    | 1:32.830    | —          | SS      | 11     |
| 2     | 5   | Sebastian Vettel | Ferrari     | 1:33.222    | +0.392     | SS      | 12     |
| 3     | 16  | Charles Leclerc  | Ferrari     | 1:33.248    | +0.418     | SS      | 10     |
| 4     | 44  | Lewis Hamilton   | Mercedes    | 1:33.689    | +0.859     | SS      | 10     |
| 5     | 27  | Nico Hülkenberg  | Renault     | 1:33.974    | +1.144     | SS      | 11     |
| Font: |     |                  |             |             |            |         |        |

## Qualificació
La qualificació es va celebrar el dia 13 d'abril.
| Pos                  | No | Pilot              | Constructor           | Part 1    | Part 2   | Part 3    | Sortida |
| -------------------- | -- | ------------------ | --------------------- | --------- | -------- | --------- | ------- |
| 1                    | 77 | Valtteri Bottas    | Mercedes              | 1:32.658  | 1:31.728 | 1:31.547  | 1       |
| 2                    | 44 | Lewis Hamilton     | Mercedes              | 1:33.115  | 1:31.637 | 1:31.570  | 2       |
| 3                    | 5  | Sebastian Vettel   | Ferrari               | 1:33.885  | 1.32.232 | 1:31.848  | 3       |
| 4                    | 16 | Charles Leclerc    | Ferrari               | 1:32.712  | 1:32.324 | 1:31.865  | 4       |
| 5                    | 33 | Max Verstappen     | Red Bull-Honda        | 1:33.274  | 1:32.369 | 1:32.089  | 5       |
| 6                    | 17 | Pierre Gasly       | Red Bull-Honda        | 1:33.863  | 1:32.948 | 1:32.930  | 6       |
| 7                    | 3  | Daniel Ricciardo   | Renault               | 1:33.709  | 1:32.214 | 1:32.958  | 7       |
| 8                    | 27 | Nico Hülkenberg    | Renault               | 1:33.644  | 1:32.968 | 1:32.962  | 8       |
| 9                    | 20 | Kevin Magnussen    | Haas-Ferrari          | 1:34.036  | 1:33.150 | Sin temps | 9       |
| 10                   | 8  | Romain Grosjean    | Haas-Ferrari          | 1:33.752  | 1:33.156 | Sin temps | 10      |
| 11                   | 26 | Daniïl Kviat       | Toro Rosso-Honda      | 1:33.783  | 1:33.236 |           | 11      |
| 12                   | 11 | Sergio Pérez       | Racing Point-Mercedes | 1:34.026  | 1:33.299 |           | 12      |
| 13                   | 7  | Kimi Räikkönen     | Alfa Romeo-Ferrari    | 1:34.125  | 1:33.419 |           | 13      |
| 14                   | 55 | Carlos Sainz Jr.   | McLaren-Renault       | 1:33.686  | 1:33.523 |           | 14      |
| 15                   | 4  | Lando Norris       | McLaren-Renault       | 1:34.148  | 1:33.967 |           | 15      |
| 16                   | 18 | Lance Stroll       | Racing Point-Mercedes | 1:34.292  |          |           | 16      |
| 17                   | 63 | George Russell     | Williams-Mercedes     | 1:35.253  |          |           | 17      |
| 18                   | 88 | Robert Kubica      | Williams-Mercedes     | 1:35.281  |          |           | 18      |
| 107% temps: 1:39.144 |    |                    |                       |           |          |           |         |
| 19 1                 | 99 | Antonio Giovinazzi | Alfa Romeo-Ferrari    | Sin temps |          |           | 19      |
| 20 2                 | 23 | Alexander Albon    | Toro Rosso-Honda      | Sin temps |          |           | 20      |
| Font:                |    |                    |                       |           |          |           |         |

Notes

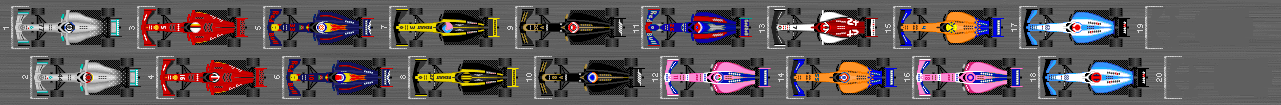
Resultats de la qualificació.

- ^1  – Antonio Giovinazzi no aconseguit marcar el temps durant la qualificació i fou autoritzat a córrer a discreció dels comissaris.[10]
- ^2  – Alexander Albon no participat en la qualificació després de col·lidir en el FP3, i fou autoritzat a córrer a discreció dels comissaris. Es va veure obligat a començar des del pit lane després de canviar la seva cèl·lula de supervivència.[11]

## Resultats de la cursa

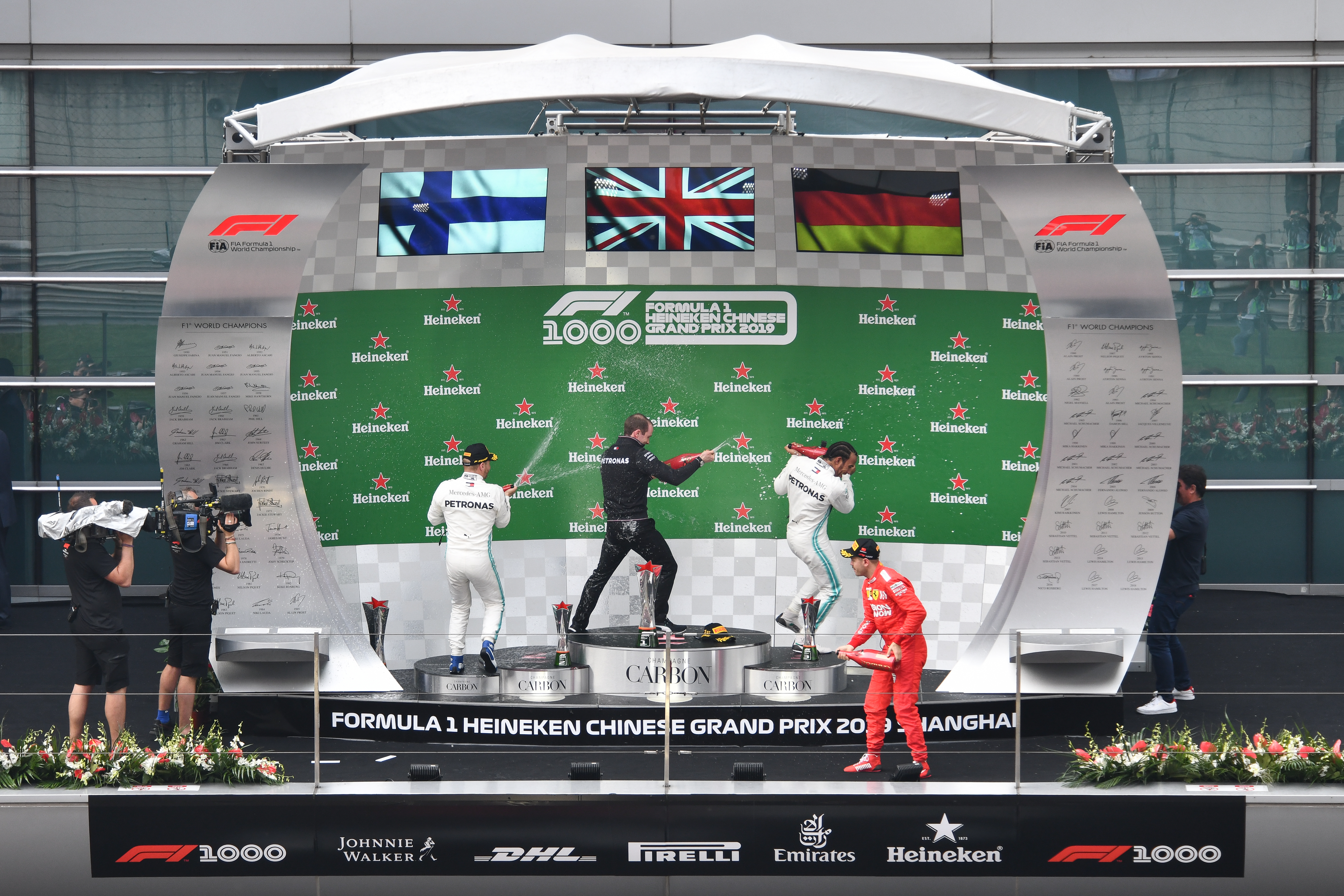
Celebració del Podi

La mil·lèsima cursa de la fórmula 1 es va celebrar el dia 14 d'abril.
| Pos                                                                   | No | Pilot              | Constructor           | Voltes | Temps / Retirada | Pos.Sortida | Punts |
| --------------------------------------------------------------------- | -- | ------------------ | --------------------- | ------ | ---------------- | ----------- | ----- |
| 1                                                                     | 44 | Lewis Hamilton     | Mercedes              | 56     | 1:34:21.295      | 2           | 25    |
| 2                                                                     | 77 | Valtteri Bottas    | Mercedes              | 56     | +6.552           | 1           | 18    |
| 3                                                                     | 5  | Sebastian Vettel   | Ferrari               | 56     | +13.774          | 3           | 15    |
| 4                                                                     | 33 | Max Verstappen     | Red Bull-Honda        | 56     | +27.627          | 5           | 12    |
| 5                                                                     | 16 | Charles Leclerc    | Ferrari               | 56     | +31.276          | 4           | 10    |
| 6                                                                     | 10 | Pierre Gasly       | Red Bull-Honda        | 56     | +1.29.307        | 6           | 91    |
| 7                                                                     | 3  | Daniel Ricciardo   | Renault               | 55     | +1 Volta         | 7           | 6     |
| 8                                                                     | 11 | Sergio Pérez       | Racing Point-Mercedes | 55     | +1 Volta         | 12          | 4     |
| 9                                                                     | 7  | Kimi Räikkönen     | Alfa Romeo-Ferrari    | 55     | +1 Volta         | 13          | 2     |
| 10                                                                    | 23 | Alexander Albon    | Toro Rosso-Honda      | 55     | +1 Volta         | 20          | 1     |
| 11                                                                    | 8  | Romain Grosjean    | Haas-Ferrari          | 55     | + 1 Volta        | 10          |       |
| 12                                                                    | 18 | Lance Stroll       | Racing Point-Mercedes | 55     | +1 Volta         | 16          |       |
| 13                                                                    | 20 | Kevin Magnussen    | Haas-Ferrari          | 55     | +1 Volta         | 9           |       |
| 14                                                                    | 55 | Carlos Sainz Jr.   | McLaren-Renault       | 55     | +1 Volta         | 14          |       |
| 15                                                                    | 99 | Antonio Giovinazzi | Alfa Romeo-Ferrari    | 55     | +1 Volta         | 19          |       |
| 16                                                                    | 63 | George Russell     | Williams-Mercedes     | 54     | +2 Voltes        | 17          |       |
| 17                                                                    | 88 | Robert Kubica      | Williams-Mercedes     | 54     | +2 Voltes        | 18          |       |
| 182                                                                   | 4  | Lando Norris       | McLaren-Renault       | 50     | Col·lisió        | 15          |       |
| Ret                                                                   | 26 | Daniil Kvyat       | Toro Rosso-Honda      | 41     | Col·lisió        | 11          |       |
| Ret                                                                   | 27 | Nico Hülkenberg    | Renault               | 16     | Pèrdua de unitat | 8           |       |
| Volta ràpida: Pierre Gasly (Red Bull-Honda) — 1:34.742 (en el lap 55) |    |                    |                       |        |                  |             |       |
| Font:                                                                 |    |                    |                       |        |                  |             |       |

Notes

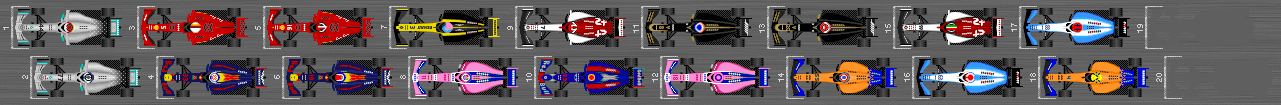
Resultats de la cursa.

- ^1  – Inclòs 1 punt extra per la volta ràpida.
- ^2  – Lando Norris fou classificat, ja que completat més del 90% de la distància de carrera.

## Classificació després de la cursa.
| Pos. | Pilot            | Punts | Canvis |
| ---- | ---------------- | ----- | ------ |
| 1    | Lewis Hamilton   | 68    | 1      |
| 2    | Valtteri Bottas  | 62    | 1      |
| 3    | Max Verstappen   | 39    | =      |
| 4    | Sebastian Vettel | 37    | 1      |
| 5    | Charles Leclerc  | 36    | 1      |

| Pos. | Constructor        | Punts | Canvis |
| ---- | ------------------ | ----- | ------ |
| 1    | Mercedes           | 130   | =      |
| 2    | Ferrari            | 73    | =      |
| 3    | Red Bull-Honda     | 52    | =      |
| 4    | Renault            | 12    | 3      |
| 5    | Alfa Romeo-Ferrari | 12    | 1      |